# Abraxas urganda
Abraxas urganda är en fjärilsart som beskrevs av Stoll 1781. Abraxas urganda ingår i släktet Abraxas och familjen mätare. Inga underarter finns listade i Catalogue of Life.